# Cornellà Centre
Cornellà Centre – stacja początkowa linii 5 metra w Barcelonie. Stacja została ootwarta w 1983. Jest to również stacja kolejowa na linii Barcelona-Tarragona.